# Pierre Pinoncelli
Pierre Pinoncelli, pseudonimo di Pierre Pinoncely (Saint-Étienne, 15 aprile 1929 – Saint-Rémy-de-Provence, 9 ottobre 2021), è stato un performance artist francese, esponente del cosiddetto happening.

## Biografia
Nato a Saint-Étienne come "Pierre Pinoncely", adottò lo pseudonimo di "Pierre Pinoncelli" quando, da giovane, iniziò a nutrire passione per l'arte e la pittura. Iniziò a realizzare i primi dipinti nel 1954. Le sue opere rappresentano per lo più esseri spettrali e scheletri. Nel 1962 realizzò la sua prima mostra a Parigi presso la galleria Lacloche a place Vendôme, che fu poi acclamata dalla critica dell'epoca. 
Nel 1975 fece scalpore una sua esibizione artistica, in cui attaccava simbolicamente una banca di Nizza, armato di un fucile a salve, per protestare contro il gemellaggio della città con Città del Capo, specialmente in un periodo in cui la politica dell'apartheid era maggiormente diffusa.
È noto soprattutto perché il 25 agosto 1993, al Carré d'Art di Nîmes, urinò nel famoso orinatoio di Marcel Duchamp esposto lì per poi spaccarlo con un martello. Venne dunque condannato ad un anno di prigione e costretto a pagare un risarcimento di 286.000 franchi. Il 4 gennaio 2006 ripeté la stessa azione colpendo con un martello un'altra replica dell'orinatoio di Duchamp al Centre Pompidou, fatto che lo portò a una condanna in primo grado a tre mesi con sospensione della pena detentiva e il pagamento di una multa di 214.000 euro.
È noto anche per aver lanciato una bottiglia di inchiostro rosso addosso ad André Malraux, all'epoca ministro francese della cultura. Nel giugno 2002 in Colombia, al festival di Cali, si tagliò una falange del mignolo con un'ascia come atto di protesta in favore della liberazione della politica colombiana Íngrid Betancourt, rapita il 23 febbraio dello stesso anno dalle Forze Armate Rivoluzionarie della Colombia.